# Krisberedskapsmyndigheten
 Krisberedskapsmyndigheten (KBM) var en svensk statlig förvaltningsmyndighet för frågor om samhällets säkerhet när det gäller krishantering och civilt försvar. Myndigheten sorterade under Försvarsdepartementet. Från 1 januari 2009 ersattes den av Myndigheten för samhällsskydd och beredskap.
KBM inrättades 2002 efter beslut av riksdagen. Samtidigt upphörde Överstyrelsen för civil beredskap. KBM hade kontor i Stockholm och Sollefteå med totalt cirka 270 anställda. Helena Lindberg var myndighetens sista generaldirektör, från januari 2008. Myndigheten hade som uppgift att samordna arbetet med samhällets beredskap inför allvarliga kriser i fred och det civila försvaret. I myndighetens uppdrag ingick även att sprida kunskap om och stärka samhällets krishanteringsförmåga, att samordna kompetensutveckling samt informera och utbilda inom områdena samhällets sårbarhet, krishantering, säkerhetspolitik och totalförsvar. KBM hade också regeringens uppdrag att vid krissituationer kunna bistå Regeringskansliet med områdesvisa lägesbeskrivningar.
Riksdagen beslutade 20 maj 2008 att en ny myndighet skulle inrättas 1 januari 2009 och att KBM, Statens räddningsverk och Styrelsen för psykologiskt försvar skulle läggas ned. Den nya myndigheten, Myndigheten för samhällsskydd och beredskap (MSB), har en samordnande roll i krisberedskapsarbetet. Helena Lindberg blev generaldirektör för den nya myndigheten.